# Burmannia capitata
Burmannia capitata là một loài thực vật có hoa trong họ Burmanniaceae. Loài này được (Walter ex J.F.Gmel.) Mart. mô tả khoa học đầu tiên năm 1824.